# De administrando imperio
De administrando imperio (O upravljanju cesarstva) je latinski naslov spisa Πρὸς τὸν ἴδιον υἱὸν Ρωμανόν (Mojemu sinu Romanu), ki je napisan v grščini in je nastal v 10. stoletju v Bizantinskem cesarstvu. Napisal ga je cesar Konstantin VII. Porfirogenet, ali pa so ga v njegovem imenu napisali drugi. Spis je zbirka nasvetov, kako voditi notranjo in zunanjo politiko Bizantinskega cesarstva in je bil namenjen Konstantinovemu sinu in prestolonasledniku Romanu II. (959-963). 
Delo je pomembno tudi za preučevanje zgodovine Balkana, ker vsebuje prve pisne podatke o Srbih in Hrvatih in njihovih ozemljih.

## Avtor in zgodovinsko ozadje
Konstantin VII. je bil cesar-učenjak, ki je poskušal v Bizantinskem cesarstvu vzpodbuditi učenje in šolanje. Napisal je mnogo del, med njimi tudi De ceremoniis, razpravo o vedenju in procedurah na cesarskem dvoru in biografijo svojega starega očeta Bazilija I.
De administrando imperio je bil napisan med letoma 948 in 952 in vsebuje nasvete za upravljanje etnično zelo raznolikega Bizantinskega cesarstva in nasvete za vojskovanje z zunanjimi sovražniki. Delo je sestavljeno iz dveh starejših Konstantinovih razprav. Prva razprava, O vodenju države in raznih narodov (Περί Διοικήσεως τοῦ Κράτους βιβλίον καί τῶν διαφόρων Έθνῶν), je obravnavala zgodovino in značilnosti narodov, ki so mejili na Bizantinsko cesarstvo. V razpravi so opisani Pečenegi, Kijevski Rusi, Arabci, Langobardi, Armenci in Gruzinci. Druga razprava, O temah na vzhodu in zahodu (Περί θεμάτων Άνατολῆς καί Δύσεως), ki je poznana tudi pod naslovom De thematibus, opisuje dogodke, ki so se malo pred tem zgodili v cesarskih provincah. Konstantin je k vsebini teh del dodal še svoja politična navodila sinu Romanu.

## Vsebina
De administrando imperio opisuje Pečenege, Kijevske Ruse, Madžare (imenuje jih Tourkoi), Bolgare, Tatare in Hazare na severu, Arabce in njihovo ekspanzijo do Španije na vzhodu in jugu ter Germane, Langobarde, Venete, Dalmate, Hrvate, Srbe in Moravce na zahodu. Poleg zgodovinskih in geografskih podatkov, ki so pogosto pomešani in polni legend, so napisana tudi Konstantinova navodila, kako manipulirati z vsakim od teh narodov proti drugemu brez trošenja državnega denarja in virov za neposredno vojno z njimi. V tekstu so tudi podatki o cesarskih provincah Armeniji, Iberiji, Cipru in Peloponezu in diplomatskih dogodkih, ki so se zgodili malo pred tem in bi lahko Romanu koristili. Spis je napisan kot obširno pismo očeta sinu in ni bil namenjen javni, ampak Romanovi osebni rabi, ker je vseboval mnogo državnih skrivnosti.

## Rokopis
Najstarejši ohranjeni prepis teksta je naredil brat bizantinskega cesarja Konstantina X. Dukasa Ivan Dukas v poznem 11. stoletju. Ohranili so se trije popolni prepisi izvirnika. Dva sta dva v Bibliothèque Nationale v Parizu, tretji pa je v Vatikanski knjižnici. Četrti prepis je nepopoln in se hrani v Modeni.
Delo je prvi objavil Johannes Meursius leta 1611, ki je tudi polatinil njegov naslov v De administrando imperio. Latinski naslov je nato prešel v splošno rabo in se običajno prevaja kot O upravljanju cesarstva. Konstantin Porfirogenet svojemu delu ni dal posebnega naslova, ampak je namesto tega delo raje začel z uradnim nagovorom: "Konstantin, v Kristusu, večnemu vladarju, cesar Rimljanov, svojemu sinu Romanu, cesarju, ki je bil kronan od Boga in rojen v škrlatu".

## Jezik
Jezik, v katerem je pisal Konstantin, je bolj podoben enostavni visoki srednjeveški grščini kot jeziku kanonskih evangelijev in je povsem razumljiv tudi izobraženemu sodobnemu Grku. Edina težava za sodobnega bralca so izrazi, ki so bili v tistem času povsem običajni. Konstantin, na primer, piše o splošni praksi, da so v oddaljene države na pogajanja pošiljali basilikoí, kar v dobesednem prevodu pomeni člane kraljeve družine. Basilikoí so bili seveda cesarski odposlanci oziroma ambasadorji, ki so bili izbrani za posamezne naloge.
Konstantin v uvodu poudarja, da se je izogibal zapletenim izrazom in "vzvišenim aticizmom" in je vse zapisal tako, da bo sinu in visokim uradnikom, ki bodo tekst kdaj brali, zvenelo "preprosto kot utečen vsakdanji pogovor". Povsem možno je, da je bil jezik prilagojen govorici državnih uradnikov, ki so bili v 10. stoletju zaposleni v cesarski palači v Konstantinoplu.

## Sodobne izdaje
Tekst je objavljen v knjigi Patrologia Graeca, ki jo je izdal Jacques Paul Migne. Najkasnejšo kritično izdajo teksta je napisal J. B. Bury in dopolnil Gÿula Moravcsik. Angleški prevod je leta 1967 izdal Dumbarton Oaks Center for Byzantine Studies v imenu Univerze Harvard.